# فیزیک شتاب‌دهنده‌ها
فیزیک شتاب‌دهنده‌ها به بررسی مسایل مربوط به دستگاههای شتابدهندهٔ ذرات و نحوهٔ عملکرد آنها می‌پردازد.
البته آزمایشهایی که توسط شتاب‌دهنده انجام می‌شود، موضوع این علم نیست. بلکه با توجه به نوع آزمایش می‌تواند مربوط به فیزیک ذرات، فیزیک هسته‌ای، فیزیک ماده چگال، فیزیک مواد یا دیگر شاخه‌ها باشد.
در واقع «فیزیک شتاب‌دهنده‌ها» مطالعهٔ حرکت باریکهٔ ذرات درون دستگاه شتاب‌دهنده، کنترل و تغییر باریکه، برهمکنش باریکه با دستگاه و اندازه‌گیری پارامترهای مختلف باریکه است.
معادله حرکت ذرات از مکانیک هامیلتونی نسبیتی بدست می‌آید.